# Зубильненська сільська рада
Зубильненська сільська рада — колишня адміністративно-територіальна одиниця та орган місцевого самоврядування у Локачинському районі Волинської області з адміністративним центром у с. Зубильне.
Припинила існування 5 січня 2018 року в зв'язку з об'єднанням до складу Затурцівської сільської територіальної громади Волинської області. Натомість утворено Затурцівський старостинський округ при Затурцівській сільській громаді.

## Населені пункти
Сільській раді були підпорядковані населені пункти:
- с. Зубильне
- с. Семеринське
- с. Сірнички

## Населення
Згідно з переписом УРСР 1989 року чисельність наявного населення сільської ради становила 830 осіб, з яких 369 чоловіків та 461 жінка.
За переписом населення України 2001 року в сільській раді мешкали 743 особи.

### Мова
Розподіл населення за рідною мовою за даними перепису 2001 року:
| Мова       | Відсоток |
| ---------- | -------- |
| українська | 99,60 %  |
| російська  | 0,40 %   |

## Склад ради
Рада складалася з 14 депутатів та голови.

## Керівний склад сільської ради
| ПІБ                      | Основні відомості                                                                             | Дата обрання | Дата звільнення |
| ------------------------ | --------------------------------------------------------------------------------------------- | ------------ | --------------- |
| Іващук Микола Ананійович | Сільський голова, 1961 року народження, освіта, член Всеукраїнського об'єднання «Батьківщина» | 26.03.2006   | 31.10.2010      |
| Іващук Микола Ананійович | Сільський голова, 1961 року народження, освіта середня загальна, безпартійний                 | 31.10.2010   |                 |

Примітка: таблиця складена за даними джерела